# Inmigración turca en Venezuela
La Inmigración turca en Venezuela es el movimiento migratorio  desde la Turquía hacia Venezuela.

## Historia
La comunidad turca está compuesta en gran parte por inmigrantes, o descendientes de inmigrantes, nacidos en el Imperio Otomano antes de 1923, en la República de Turquía desde entonces, o en países vecinos que alguna vez formaron parte del Imperio Otomano que todavía tienen algo de población turca. Se estima que 27.000 turcos venezolanos viven en el país.